# Nottingham Rugby Football Club
Maillots
Actualités
Le  Nottingham Rugby Football Club est un club de rugby anglais fondé en 1877 et basé à Nottingham qui joue actuellement en RFU Championship, c’est-à-dire la seconde division anglaise.
Après avoir évolué pendant 102 ans à Ireland Avenue, le club utilise à partir de 2006 le stade des footballeurs de Notts County, Meadow Lane. Depuis 2015, l’équipe utilise le stade Lady Bay Sports Ground.

## Historique
Fondé en 1877 par Alick Birkin, ancien élève de la Rugby School, le club s’appelle longtemps Notts avant de devenir Nottingham RFC en 1974. Il fait partie du premier championnat à poule unique de première division en 1987-88, terminant quatrième en 1989, mais descend en 1992. Après un passage en troisième division, il évolue en deuxième division professionnelle depuis 2003, se classant quatrième en 2009.
Plusieurs internationaux anglais de renom sont passés dans ses rangs comme Rob Andrew et Brian Moore, qui fut aussi le seul sélectionné pour les Lions britanniques et irlandais sous le maillot de Nottingham.

## Joueurs célèbres
- Rob Andrew
- Chris Gray
- Dusty Hare
- Simon Hodgkinson
- Brian Moore
- Chris Oti
- Gary Rees
- Tim Stimpson
- Chris Wyles

## Effectif 2024-2025
| Effectif du Nottingham RFC | |
| --- | --- |
| Piliers - Ale Loman - Aniseko Sio - Dan Richardson - Kai Owen - Xavier Valentine Talonneurs - Harry Clayton - Jack Dickinson - TJ Harris Deuxième lignes - Kody Vereti - Jack Shine - Sam Green - Sebastian Ferreira - Tom Manz Troisième lignes - Emeka Ilione - Jacob Wright - James Cherry - Jay Ecclesfield - Nathan Tweedy | Demis de mêlée - Josh Goodwin - Toby Venner - Will Yarnell Demis d'ouverture - Gwyn Parks - Jai Johal - Matthew Arden Centres - Aman Johal - Kegan Christian-Goss - Javiah Pohe - Levi Roper Ailiers - David Williams - Harry Graham - Ryan Olowofela - Sam Mercer Arrières - Jack Stapley |
| | |
| (c) indique le capitaine, Gras indique que le joueur est international | |